# Mitzi Green
Mitzi Green est une actrice américaine, née le 22 octobre 1920 dans le Bronx, État de New York (États-Unis), morte le 24 mai 1969  à Huntington Beach (Californie). 

## Biographie
Green interprétait souvent les rôles de fillette dans les premiers films parlants de la Paramount, aux côtés de stars comme Clara Bow, Jack Oakie, Ed Wynn, Leon Errol et Edna May Oliver. Douée pour l'imitation, elle en jouait au cinéma. Elle a donné la réplique à Jackie Coogan dans deux adaptations de Mark Twain, Tom Sawyer (1930) et Huckleberry Finn (1931). Devenue impropre aux rôles d'enfant, la Paramount ne renouvela pas son contrat en 1931.
Elle a tourné deux films pour la RKO : elle tenait le rôle titre dans Little Orphan Annie (1932), adaptation d'une bande dessinée de l'époque, aux côtés d'Edgar Kennedy. Elle interprète le rôle d'une fillette précoce dans Girl Crazy (1932), première adaptation cinématographique de la comédie musicale de George et Ira Gershwin. Mitzi Green tire tout le film grâce à ses imitations de George Arliss et de son ex-partenaire Edna May Oliver.
À l'âge de 14 ans, elle joue le rôle d'une soubrette dans Transatlantic Merry-Go-Round (1934) sans parvenir à obtenir de nouveaux engagements, et elle décide de quitter Hollywood pour Broadway. Là, elle est engagée pour la première de Place au rythme (1937) de Rodgers et Hart. Dans cette comédie musicale, elle chante My Funny Valentine et The Lady Is a Tramp, qui allaient devenir des standards du jazz.
Mitzi Green a été l'épouse du réalisateur Joseph Pevney de 1942 à 1969

## Filmographie

### Cinéma
- 1929 : The Marriage Playground : Zinnie Wheater
- 1930 : Honey de Wesley Ruggles : Doris
- 1930 : Love Among the Millionaires de Frank Tuttle : Penelope 'Penny' Whipple
- 1930 : La piste de Santa-Fé (The Santa Fe Trail) d'Otto Brower et Edwin H. Knopf : Emily
- 1930 : Tom Sawyer de John Cromwell : Becky Thatcher
- 1931 : Finn and Hattie : Mildred Haddock
- 1931 : Forbidden Adventure (ou Newly Rich) de Norman Taurog : Daisy Tate
- 1931 : Skippy : Eloise
- 1931 : Finn and Hattie de Norman Taurog et Norman Z. McLeod : Mildred Haddock
- 1931 : Dude Ranch : Alice Merridew
- 1931 : Huckleberry Finn : Becky Thatcher
- 1932 : Girl Crazy de William A. Seiter : Tessie Deagan
- 1932 : Little Orphan Annie : Annie
- 1934 : Transatlantic Merry-Go-Round de Benjamin Stoloff : Mitzi
- 1940 : La Piste de Santa Fé (Santa Fe Trail) : Une fille au mariage
- 1952 : Deux Nigauds en Alaska (Lost in Alaska) de Jean Yarbrough : Rosette
- 1952 : Gosses des bas-fonds (Bloodhounds of Broadway) d'Harmon Jones : '52nd Tessie' Sammis

### Télévision
- 1955 : So This Is Hollywood (Série TV) : Queenie Dugan